# Saye Zerbo
Saye Zerbo (27 agosto 1932 – 19 settembre 2013) è stato un politico e militare burkinabé.

## Biografia
Dal novembre 1980 al novembre 1982 è stato Presidente dell'Alto Volta, oggi chiamato Burkina Faso. Assunse il ruolo di Presidente del Paese dopo un colpo di Stato ai danni di Sangoulé Lamizana, che era stato rieletto democraticamente nel 1978. Dopo due anni Zerbo fu deposto da un altro colpo di Stato guidato da Jean-Baptiste Ouédraogo.